# Stemmessiepen
Stemmessiepen ist als ein Teil der ehemals selbstständigen Gemeinde Ihmert seit dem 1. Januar 1975 ein Ortsteil der Stadt Hemer in Nordrhein-Westfalen. Die Ansiedlung liegt westlich von Diekgraben im Südwesten der Stadt, wo es an Iserlohner Stadtgebiet grenzt.
Die erste Erwähnung Stemmessiepens ist für das Jahr 1825 nachgewiesen. 1885 hatte die Siedlung schließlich elf Einwohner.
In Stemmessiepen liegt die Sickerquelle des Ihmerter Bachs, der als Westiger Bach in der Nähe des Alten Amtshauses in Oberhemer in den Hemer-Bach mündet. Auf den Quellsumpf ist auch die Bezeichnung Stemmessiepen zurückzuführen. Siepen bezeichnet ein sumpfiges Gelände, während stem auf ein Moor hinweist.